# إيفان بروكا
إيفان بروكا مواليد 20 أبريل 1980 في مينسك، هو لاعب كرة يد بيلاروسي يلعب كجناح أيسر. مثل منتخب بيلاروسيا لكرة اليد.

## سجل المنافسة
شارك في البطولات التالية:
- بطولة العالم لكرة اليد للرجال 2015
- بطولة أوروبا لكرة اليد للرجال 2014
- بطولة أوروبا لكرة اليد للرجال 2016

## روابط خارجية
- إيفان بروكا على موقع الاتحاد الأوروبي لكرة اليد (الإنجليزية)